# Lijst van spelers van CF Montréal
Deze lijst omvat voetballers die bij de Canadese voetbalclub Montreal Impact spelen of gespeeld hebben.

## A
- Eric Alexander
- Quincy Amarikwa
- Davy Arnaud
- Adrián Arregui
- Mike Azira

## B
- Clement Bayiha
- Kyle Bekker
- Louis Béland-Goyette
- Hernán Bernardello
- Patrice Bernier
- Deian Boldor
- Zachary Brault-Guillard
- Justin Braun
- Jeb Brovsky
- Omar Browne
- Evan Bush

## C
- Víctor Cabrera
- Rudy Camacho
- Hassoun Camara
- David Choinière
- Mathieu Choinière
- Laurent Ciman
- Kenny Cooper
- Bernardo Corradi
- Jorge Corrales
- Maxime Crépeau

## D
- Futty Danso
- Nick DePuy
- Marco Di Vaio
- Amadou Dia
- Zakaria Diallo
- Clément Diop
- Marco Donadel
- Didier Drogba
- Dilly Duka
- Chris Duvall
- Blerim Džemaili

## E
- Raheem Edwards

## F
- Rod Fanni
- Matteo Ferrari
- Kyle Fisher
- Shaun Francis
- Mike Fucito

## G
- Jérémy Gagnon-Laparé
- Josh Gardner
- Santiago Gónzalez

## I
- Dennis Iapichino

## J
- Anthony Jackson-Hamel

## K
- Daniel Kinumbe
- Bojan Krkić
- Krzysztof Król
- Ken Krolicki
- Eric Kronberg

## L
- Lassi Lappalainen
- Gorka Larrea
- Wandrille Lefèvre
- Adrián López
- Daniel Lovitz

## M
- Calum Mallace
- Matteo Mancosu
- Justin Mapp
- Felipe Martins
- Jack McInerney
- Eric Miller
- Miguel Montaño

## N
- Issey Nakajima-Farran
- Lamar Neagle
- Alessandro Nesta
- Kristian Nicht
- Harry Novillo
- Sanna Nyassi

## O
- Dominic Oduro
- Orji Okwonkwo
- Lucas Ontivero
- Karl Ouimette
- Ambroise Oyongo

## P
- James Pantemis
- Daniele Paponi
- Heath Pearce
- Troy Perkins
- Michael Petrasso
- Ignacio Piatti
- Samuel Piette
- Andrea Pisanu
- Cameron Porter

## R
- Jukka Raitala
- Nigel Reo-Coker
- Donovan Ricketts
- Nelson Rivas
- Andrés Romero

## S
- Bacary Sagna
- Michael Salazar
- Eduardo Sebrango
- Amar Sejdič
- Harrison Shipp
- Shamit Shome
- Alejandro Silva
- Blake Smith
- Bakary Soumaré
- Greg Sutton

## T
- Ballou Tabla
- Saphir Taïder
- Shavar Thomas
- Maxim Tissot
- Donny Toia

## U
- Siniša Ubiparipović
- Maximiliano Urruti

## V
- Zarek Valentin
- Jeisson Vargas
- Johan Venegas

## W
- Tyson Wahl
- Collen Warner
- Andrew Wenger
- Romario Williams